# Исаченко, Александр Демьянович
Александр Демьянович Исаченко (род.14 мая 1953) — Заслуженный тренер Республики Казахстан (лыжный спорт, ориентирование на лыжах), старший тренер сборной Казахстана по ориентированию на лыжах (в 2007—2011 гг. главный тренер).

## Биография
А. Д. Исаченко родился на Огнёвском руднике. Закончив факультет физкультуры Усть-Каменогорский педагогический институт по распределению переехал с женой в с. Черемшанка.
Создал секцию лыжных гонок, выросшую в один из ведущих центров подготовки лыжников Казахстана.

## Семья
- Жена — Татьяна Исаченко (Демина) (р.1955) — спортивный тренер.
- Дочь — Наталья Исаченко (р. 1979) — мастер спорта Республики Казахстан международного класса (лыжные гонки)
- Сын — Демьян Исаченко (р.1984).
- Сын  - Иван Исаченко

## Поэзия
Увлекается поэзией, публикуется в интернете и местных изданиях, в сборниках «Над Свято-Троицком поют колокола», «Звено Алтая», «Прииртышская лира». Участник и дипломант конкурса «Золотой Тургусун».